# Stálý rozhodčí soud
Stálý rozhodčí soud (SRS; anglicky Permanent Court of Arbitration (PCA), francouzsky Cour permanente d'arbitrage (CPA)) byl zřízen roku 1899 Úmluvou o pokojném vyřizování mezinárodních sporů na první Haagské mírové konferenci, což z něj dělá nejstarší instituci pro řešení mezinárodních sporů. Úmluva byla roku 1907 revidována na druhé Haagské konferenci. V současnosti (květen 2006) je smluvní stranou první nebo druhé Úmluvy (příp. obou) celkem 106 států.
Sídlem je Palác míru v nizozemském Haagu, který byl postaven speciálně pro tento soud v roce 1913. Ve stejné budově sídlí i Mezinárodní soudní dvůr. Úředním jazykem je angličtina a francouzština. Soud se zabývá jen těmi případy, které se mu sporné strany rozhodnou předložit. O administrativní záležitosti soudu se stará Mezinárodní kancelář (International Bureau) vedená generálním tajemníkem (Secretary-General).
Každý účastnický stát jmenuje na seznam rozhodců maximálně čtyři osoby (na šest let s možností znovuzvolení), kteří pak tvoří tzv. státní (národní) skupinu (National Group). Jedním z úkolů státní skupiny je mj. navrhování kandidátů na soudce Mezinárodního soudního dvora.
Českou státní skupinu tvoří:
- prof. JUDr. Dalibor Jílek, CSc. (od 31. 8. 1994)
- prof. JUDr. Jiří Malenovský, CSc. (od 1. 9. 2000)
- doc. JUDr. Vladimír Balaš, CSc. (od 1. 9. 2000)
- prof. JUDr. Pavel Šturma, DrSc. (od 1. 9. 2000)

Poslední jmenování proběhlo 31. 12. 2013.